# TT136
La tombe thébaine TT 136 est située à Cheikh Abd el-Gournah, dans la nécropole thébaine, sur la rive ouest du Nil, face à Louxor en Égypte.
C'est la sépulture d'un inconnu, qui était scribe royal du Seigneur des Deux Terres, datant de la XIXe dynastie.